# Ojo Ciego
Ojo Ciego är en ort i Mexiko.   Den ligger i kommunen San Diego de la Unión och delstaten Guanajuato, i den centrala delen av landet, 290 km nordväst om huvudstaden Mexico City. Ojo Ciego ligger 2 086 meter över havet och antalet invånare är 320.
Terrängen runt Ojo Ciego är kuperad åt nordväst, men åt sydost är den platt. Terrängen runt Ojo Ciego sluttar österut. Runt Ojo Ciego är det ganska glesbefolkat, med 32 invånare per kvadratkilometer. Närmaste större samhälle är San Diego de la Unión, 10,6 km sydväst om Ojo Ciego. Omgivningarna runt Ojo Ciego är i huvudsak ett öppet busklandskap.